# Josef Thorak, Werkstatt und Werk
Pour plus de détails, voir Fiche technique et Distribution.
Josef Thorak, Werkstatt und Werk (en français : Josef Thorak, atelier et œuvre) est un film documentaire allemand de 1943, réalisé par Hans Cürlis et Arnold Fanck et produit par Leni Riefenstahl.

## Sujet
Le film présente le sculpteur austro-allemand Josef Thorak qui fut avec Arno Breker l'un des deux « sculpteurs officiels » du Troisième Reich.

## Fiche technique
- Titre original : Josef Thorak, Werkstatt und Werk
- Réalisation : Hans Cürlis, Arnold Fanck
- Image : Otto Cürlis, Arnold Fanck, Walter Riml
- Musique originale : Rudolf Perak
- Genre : film documentaire
- Durée : 14 min (court métrage)
- Couleur : Noir et blanc
- Pays : Troisième Reich
- Langue : allemand
- Date de sortie : 23 décembre 1943 (Allemagne)
- Production : Riefenstahl-Film GmbH
- Directeur de production : Walter Traut